# العمليات الإرهابية المنسوبة لداعش في فرنسا
الهجمات الإرهابية المرتبطة بـ داعش في فرنسا هي الأنشطة الإرهابية لتنظيم داعش في فرنسا. أطلقت فرنسا بعد هجمات يناير وتحديدًا في 12 يناير 2015 عملية عسكرية لحماية فرنسا من تنظيم داعش تعرف العملية باسم «عملية الحارس» وهي مستمرة منذ ذلك اليوم.

## الجدول الزمني

### 2015
في 26 يوليو 2015، حدث هجوم استهدف معملا للغاز في بلدية سان كانتان فالافييه قرب مدينة ليون، أدى لمقتل شخص واحد وإصابة ما لا يقل عن 12 شخصا.
في 13 نوفمبر 2015، حدثت سلسلة هجمات إرهابية منسقة شملت عمليات إطلاق نار جماعي وتفجيرات انتحارية واحتجاز رهائن في العاصمة باريس.

### 2017
في 3 فبراير 2017، حدث هجوم في متحف اللوفر حيث قام رجل مصري بمحاولة قتل جنود فرنسيين عند بوابة متحف اللوفر بسكين.
في 20 أبريل 2017، حدث هجوم في الشانزلزيه، حيث تعرض ضباط من الشرطة الفرنسية لإطلاق نار من طرف مسلح مجهول كان يحمل سلاح كلاشنكوف. قتل على إثر ذلك ضابط وأصيب إثنين آخرين بجروح خطيرة وجرحت امرأة كذلك، فيما تمكنت الشرطة من قتل المهاجم.

### 2018
في 23 مارس 2018، نفذ مقاتل منفرد موالي لتنظيم داعش هجوم ارهابي في قرقشونة. قتل في الحجوم 4 أشخاص من بينهم المهاجم كما جرح 25.